# Caroline Wenborne
Caroline Wenborne (geboren in Sydney) ist eine australische Opernsängerin der Stimmlage Sopran. Sie gehört seit 2007 dem Ensemble der Wiener Staatsoper an.

## Leben
Wenborne studierte Gesang am Konservatorium ihrer Heimatstadt und gewann eine Reihe von Gesangswettbewerben. In der Spielzeit 2005/2006 war sie Mitglied des Opernstudios der Oper Köln, in der folgenden Spielzeit Stipendiatin der Opera Foundation Australia an der Wiener Staatsoper, an der sie 2007 als Giannetta in L’elisir d’amore debütierte. Seit Herbst 2007 ist sie reguläres Ensemblemitglied der Staatsoper.
Zu ihrem Repertoire zählen zentrale Mozart-Partien, wie die Contessa in Le nozze di Figaro, die Fiordiligi in Così fan tutte, die Donna Anna im Don Giovanni oder die Erste Dame in der Zauberflöte. Sie singt aber auch eine Reihe von Verdi- und Wagner-Rollen, wie Desdemona (im Otello) und Alice Ford (im Falstaff) bzw. Freia (im Rheingold), die Gerhilde (in der Walküre), sowie Gutrune und Dritte Norn (in der Götterdämmerung). Auf Russisch singt Wenborne Mascha und Chloë (in der Pique Dame), sowie Emma (in Chowanschtschina), auf Französisch die Antonia (in Les Contes d’Hoffmann) und die Javotte (in Manon), auf Tschechisch die Titelpartie in Rusalka.
Weitere Verpflichtungen führten die Sängerin u. a. an die Victoria Opera Australia und an die Volksoper Wien.

## Auszeichnung
- Eberhard-Waechter-Medaille